# Het bos der onbezorgde dieren
Het bos der onbezorgde dieren is een hoorspel naar het gelijknamig toneelstuk van Jan Wit (in 1952 te Utrecht uitgegeven door de Christen Vrouwen Federatie). De KRO zond het uit op maandag 26 december 1965, met muziek van Maarten Kooy, uitgevoerd door het Kinderkoor van de Soester Cantorij o.l.v. Maarten Kooy, met een blaaskwartet bestaande uit Cor Coppens & Victor Swillens, Simon Koeten (althobo) & Arnold Swillens (fagot), een strijkkwartet met Henk Brouwer (1ste viool), Eva Steendijk (2de viool), Hans Neuburger (altviool) & Fons Ellegiers (cello) en improvisaties van Marijke Ferguson (hakkebord & kleine harp) en Maarten Kooy (organino). De regisseur was Ab van Eyk. De uitzending duurde 67 minuten.

## Rolbezetting
- Jan Borkus (specht)
- Jan Gorissen (Vlaamse gaai)
- Gerrie Mantel (eerste ekster)
- Lieke van Bommel (tweede ekster)
- Hans Veerman (hert)
- Joke Hagelen (meesje)
- John Soer (slang)
- Dogi Rugani (stiefmoeder)
- Paula Majoor (Sneeuwwitje)
- Piet Ekel, Wim Poncia, Cees van Ooyen, Anton Hilkhuizen, Herbert Joeks, Maarten Kapteijn & Jaap Hoogstraten (dwergen)
- Donald de Marcas (slak)
- Wim Poncia (mier)
- Wam Heskes (kater)
- Han König (uil)
- Hans Veerman (knaagdier)
- Han König (eerste varken)
- Jos van Turenhout (tweede varken)
- Hetty Berger (kraai)
- Maarten Kapteijn (haan)
- Maria Lindes (duif)
- Herbert Joeks (hond)
- Lex Schoorel (prins)

## Inhoud
Een zuilengang van stammen, het door het zonlicht beschenen lover, de beek die als een murmelende wandelaar bij zichzelf loopt te zingen: het bos der onbezorgde dieren. Hier wordt gespeeld, “en als ’t een korte wijl op ernst mocht lijken, is dat maar een voor- of tussenspel der vreugden, ademscheppen van zangers, stilstaan en de afstand schatten van spelers met de bal…” Een enkel woord blijkt echter in staat het bos van wortel tot kruin te veranderen. Is het een woord van liefde, dan herschept het de bomen in paradijsbomen, het beekje wordt en der rivieren waardoor de Hof van Eden wordt begrensd. Is het een woord van hardheid, dan kan het bos verstenen en in duisternis worden gehuld. Maar in het bos der onbezorgde dieren “ernst niet meer dan aanloop tot de sprong der scherts”. En, “komt het verhaal hier tot een einde, dan gaat ’t ginds weer beginnen”. De xylofonist in de toppen der bomen, de specht, heeft in dit spel het hoogste woord. Zijn trommelmuziek klopt koning, want hij is de ceremoniemeester die tot taak heeft de geesten te introduceren. Zijn dialoog met de onbezorgde dieren, de stiefmoeder en de dwergen wordt ons in een zomerse windvlaag toegevoerd…